# 豬朥束社
豬朥束社（排灣語：Cilasoaq 或Terasoaq），由斯卡羅人之豬朥束、kaliutsin、Tsikaudan共三個社組成。
豬朥束社在荷蘭人的紀錄中是瑯嶠社的所在，在十七世紀起靠著強大的武力和巫術，臣服其他部落，是瑯嶠十八社領導部落之一。其頭目是瑯嶠十八社總頭目，如卓杞篤、朱雷和潘文杰等。